# Boodleaceae
Famille
Les Boodleaceae sont une famille d’algues vertes de l’ordre des Cladophorales .

## Étymologie
Le nom vient du genre type Boodlea, donné en hommage à l'administrateur et botaniste britannique Leonard Alfred Boodle (d).

## Liste des genres
Selon AlgaeBase (8 janvier 2022) :
- Boodlea (en), G.Murray & De Toni
- Brilliantia, Leliaert, E.Kelly & Jen.E.Smith
- Cladophoropsis, Børgesen
- Nereodictyon, Gerloff
- Phyllodictyon, J.E.Gray
- Pterodictyon, J.E.Gray
- Spongocladia, Areschoug
- Struvea, Sonder
- Struveopsis, Rhyne & H.Robinson

Selon BioLib (8 janvier 2022) :
- Boodlea G.Murray & De Toni
- Cladophoropsis Børgesen
- Phyllodictyon J.E.Gray
- Spongocladia Areschoug
- Struvea Sonder
- Symbiomonas Guillou & Chrétiennot-Dinet